# Бесни (Француска револуција)
Бесни (фр. Les Enragés) су били радикална политичка партија у Француској у време Револуције која је била позната по залагању за људе ниже класе. Име су стекли због своје љутите реторике којом су апеловали на Националну конвенцију да предузме више мера који би ишле у корист сиромашнима јер су тврдили да су богати профитирали током Француске револуције на раћчун сиромашних. Захтевали су да роба која је неопходна свима треба да буде доступна свима по приступачној цени коју свако може да плати.
Бесни су свој револт исказивали и кроз легална и кроз нелегална средства, па се дешавало и да учествују у пљачкама домова и предузећа трговачке елите.
Један од водећих лидера бесних Жак Ру је захтевао да Национална конвенција уведе смртну казну за неетичке трговце који су користили шпекулације, монополе и гомилање робе да повећају свој лични профит на рачун сиромашних. Бесни су означили подизање цена као контрареволуционарно и издајничко.

## Настанак
Економска криза у Францској достигла је веома висок ниво крајем 1793. године. Готово седам десетина грађана лоше се храни, одева и има рђав сан и бедну постељу. Остали су без парчета хлеба за који су се борили. У зиму 1792. године настала је велика опасност да се масе одвоје од јакобинаца стога што су њихови захтеви превазилазили захтеве јакобинаца за које се задатак револуције састојао у стварању трајне политичке слободе и републике.

## Бесни
У радничким предграђима Париза, Лиона и других градова појавили су се нови људи који су почели говорити у име народа. Жирондинци су их називали беснима. У Конвенту су сви били против њих, али у лионској општини бесни су имали много присталица. У фебруару и марту 1794. године покрет добија претећи карактер. Они су утицали на Конвент да донесе неке законе који су олакшали живот француског грађанина, пре свега неке законе о снабдевању. Неуспешно су се борили и против устава из 1793. године.
Покрет бесних уништен је већ крајем 1793. године. Историјски значај бесних састоји се у томе што су они одлучно подстицали јакобинце на доследну борбу против феудализма и противреволуционарне коалиције. Они су истакли супротност интереса буржоазије и народних маса.